# Carl Carlsson (fysiker)
Carl Alfred Carlsson, född 22 juni 1923, död 15 mars 2020 i Linköping, var en svensk professor i radiofysik vid Linköpings universitet.
Carlsson växte upp i Helsingborg och var ursprungligen målare, och fick sitt gesällbrev 1943. Han läste emellertid in studentexamen på Hermods, för att 1953 börja studera matematik och fysik vid Lunds universitet. 1956 blev han filosofie magister, 1962 filosofie licentiat och 1965 filosofie doktor och docent. Som doktorand vid radiofysikinstitutionen i Lund arbetade Carlsson med patientstråldoser med transmissionsjonkamrar. 1970 blev Carlsson professor i radiofysik vid Linköpings universitet. Han arbetade där bland annat med att mäta energifördelning hos strålning från röntgenapparatur.
Carlsson var gift med Maj Gudrun Ivarsdotter Alm (f. 1939).